# Los Piojos
Los Piojos é uma banda de rock argentina oriunda dos municípios Tres de Febrero e El Palomar, localizados na Grande Buenos Aires. Sua música tem fortes influências do folclore riopratense (fundamentalmente o tango e o candombe) assim como do rock rolinga, através dos Rolling Stones e do blues, através do B. B. King. É uma das bandas de maior repercussão dos anos 90 na Argentina, juntamente com La Renga, Bersuit Vergarabat e Viejas Locas. Atualmente o grupo se encontra em recesso por tempo indeterminado.

## História
A banda Los Piojos foi formada no final de 1988 por um grupo de amigos das zonas urbanas de El Palomar, Caseros e Villa Bosch, suas primeiras apresentações aconteceram em pubs da zona oeste da Grande Buenos Aires. Nesta época a banda era formada por Andrés Ciro Martínez (voz, harmônica e guitarra), Daniel “Piti” Fernández (guitarra e coro), Miguel Angel “Micky” Rodríguez (baixo e coro), Daniel Buira (bateria e percussão), Pablo Guerra (guitarra e coro), Lisa Di Cione (teclados) e Martín Staffolani (saxofone). Em 1990 começaram a apresentar-se em pequenos espaços de rock portenho e bonaerense tais como o Teatro Arlequines, Graf Zeppelin, Ma Baker e La Plaza del Avión (localizada na Ciudad Jardín), onde Ciro cantou pela primeira vez. Em Villa Gesell durante o verão de 1989-1990 tocaram treze vezes em 15 noites, eram shows pequenos e seu público era formado em sua maioria por familiares e amigos contabilizando cerca de cem pessoas por apresentação.
No ano de 1990 recebem um impulso fundamental para o sucesso do grupo, eles são apontados pela consagrada banda Patricio Rey y sus Redonditos de Ricota como a banda revelação do ano. Inclusive o próprio Skay Beilinson participa como músico convidado em alguns shows da banda. Durante esta primeira etapa a banda alterna entre canções próprias, como “El Blues del Gato Sarnoso” e “Ay que Maravilla”, até covers dos Rolling Stones e Lou Reed. Foi nesta época que o grupo começaria a dar forma ao seu estilo rock barrial, convertendo-se em um “banda rolinga”.
Em meados de 1991, ainda sem disco gravado, foram convidados a participar do Festival de Música Antirracista de Países do Terceiro Mundo, em Paris. Ali dividiram palco com grupo de Mali, Burkina Faso, Marrocos, Cuba, Espanha e França, se apresentando inclusive com o grupo Mano Negra. Esta oportunidade foi um grande salto para a banda, depois disso amadureceram os planos para o primeiro disco, Chac Tu Chac, que foi publico no inverno de 1992. Ao longo de duas décadas o grupo Los Piojos gravaram sete álbuns de estúdio, sendo que o último, nomeado Civilización, foi lançado em 2007.

## Discografia

### Álbuns de Estúdio
- Chactuchac (1993)
- Ay ay ay (1994)
- 3er arco (1996)
- Azul (1998)
- Verde paisaje del Infierno (2000)
- Máquina de Sangre (2003)
- Civilización (2007)

### Ao Vivo
- Ritual (1999)
- Huracanes en Luna Plateada (2002)